# Análisis asintótico
En matemáticas puras y aplicadas, en particular en el análisis de algoritmos, el análisis asintótico es un método de descripción del comportamiento en el límite. Este comportamiento en el límite se expresa en el lenguaje de las relaciones de equivalencia. Además, el análisis asintótico se refiere a la solución de problemas por aproximación de hasta tales equivalencias. Por ejemplo, dadas las funciones de valores complejos f y g de una variable de número natural n, una forma escrita sería
{\displaystyle f\sim g\quad ({\text{cuando }}n\to \infty )}
y otra más común sería utilizando límites:
{\displaystyle \lim _{n\to \infty }{\frac {f(n)}{g(n)}}=1}
y f y g son llamados equivalentes asintóticamente cuando n → ∞. Esto define una relación de equivalencia (en el conjunto de funciones distintas de cero para todos los n suficientemente grandes). La mayoría de los matemáticos prefieren la definición 
{\displaystyle f\sim g\iff f-g=o(g)}
en cuanto a la notación de Landau, que evita esta limitación. La clase de equivalencia de f consta de todas las funciones g que «se comportan como» f, en el límite.